# Brown Bluff

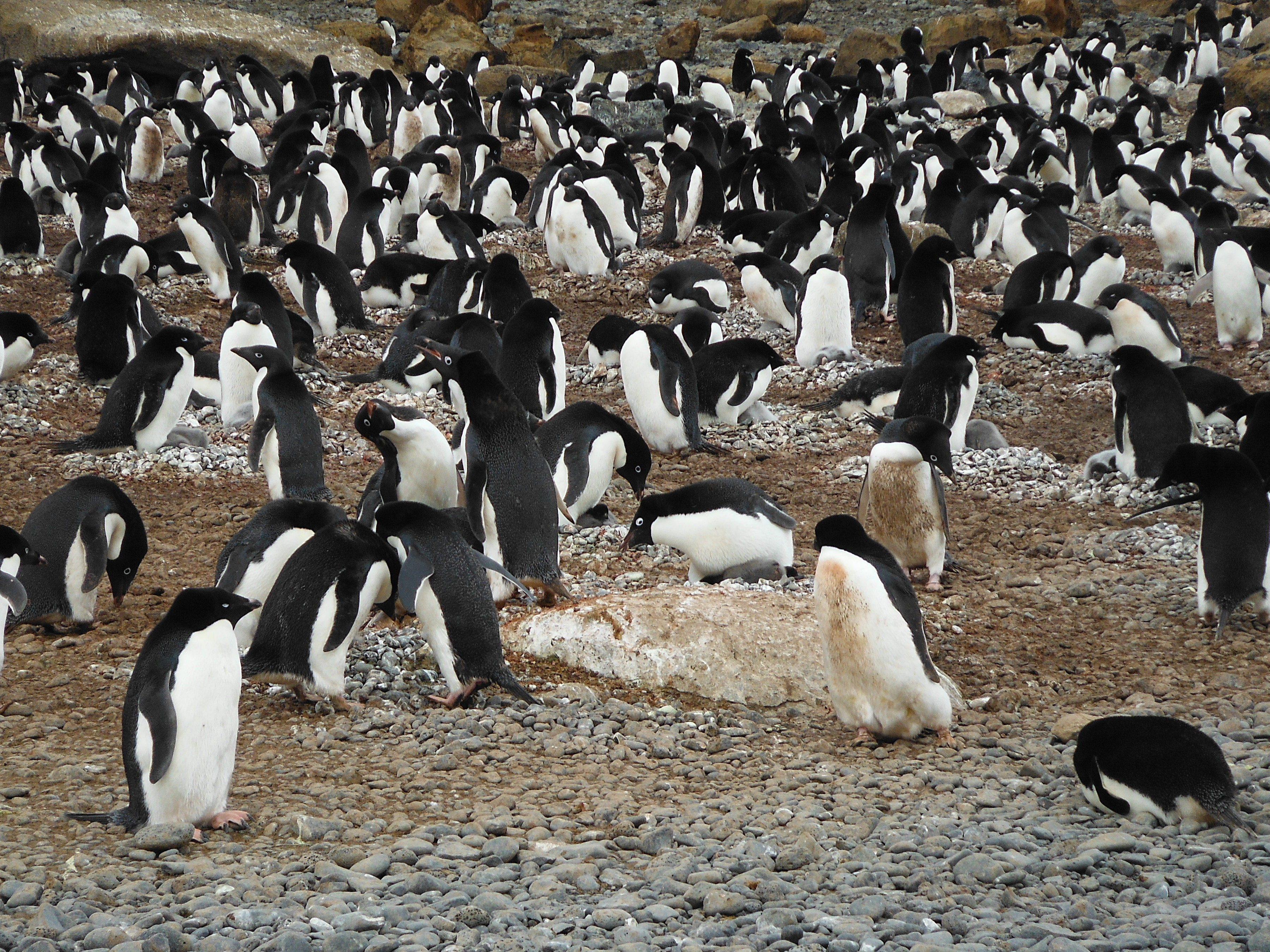
Kolonia pingwinów (2015)

Brown Bluff – wygasły wulkan we wschodniej części Tabarin Peninsula na północno-wschodnim krańcu Półwyspu Antarktycznego.

## Nazwa
Początkowo obiekt nazywany był prawdopodobnie Cabo Hope od Zatoki Nadziei (ang. Hope Bay) . Po badaniach regionu w marcu 1946 roku przez  Falkland Islands Dependencies Survey (FIDS), wzniesienie otrzymało nazwę Brown Bluff od czerwono-brązowych skał na jego północnych stokach .  

## Geografia
Góra o ściętym szczycie pokrytym lodem położona ok. 6 km na południe od Zatoki Nadziei we wschodniej części Tabarin Peninsula na północno-wschodnim krańcu Półwyspu Antarktycznego . Wznosi się na ok. 720 m, a jej średnica u podstawy to ok. 7 km. 
Bazaltowy wulkan wygasły, którego wiek szacowany jest na 1,1 do 1,22 mln lat, a jego erupcja miała miejsce pod ponad 400–metrową warstwą lodu. W jego ewolucji wyróżnia się cztery etapy: lawę poduszkową, tufowy stożek, obsunięte zbocze i hialoklastyczną deltę .   
Jego północne stoki tworzą skały wulkaniczne o charakterystycznej czerwono-brązowej barwie . Pod skałami znajduje się pokryta popiołami wulkanicznymi plaża , o długości ok. 1,5 km . Północne stoki Brown Bluff są silnie zerodowane, z licznymi piargami i odłamkami skalnymi . Od wschodu i zachodu obszar okalają lodowce .   
Na głazach przybrzeżnych do wysokości 185 m zaobserwowano porosty z rodzajów Xanthoria i Caloplaca, a wyżej mchy . 
Obszar jest ostoją ptaków IBA z uwagi na zamieszkującą go dużą kolonię ptaków morskich, przede wszystkim pingwinów białookich . Naliczno tu 18630 gniazdujących par pingwinów białookich (stan na 2013 rok) i ok. 550 par pingwinów białobrewych (stan na 2010 rok) . Odnotowano tu również gniazda mew południowych i oceanników żółtopłetwych . Ponadto na obszarze tym można spotkać gniazda warcabników, petreli śnieżnych, kormoranów niebieskookich, pochwodzióbów żółtodziobych, wydrzyków antarktycznych i brunatnych, a także rybitw antarktycznych . Zaobserwowano tu również weddelki .

## Turystyka
Brown Bluff jest popularnym celem wycieczek turystycznych . Wszystkie wycieczki muszą odbywać się pod nadzorem przewodników .